# Irving Finkel
Irving Leonard Finkel (1951) è un archeologo, assiriologo e scrittore britannico.
Importante curatore del British Museum, è uno dei maggiori esperti contemporanei di popoli mesopotamici.

## Biografia
Laureato all'università di Birmingham con una tesi sulla magia esorcistica mesopotamica, si è specializzato in decifrazione di scrittura cuneiforme, di cui è diventato uno dei maggiori esperti. Appassionato di giochi da tavolo e affascinato fin da giovane dal gioco reale di Ur, ne è diventato uno dei maggiori studiosi, ricostruendone il regolamento altrimenti perduto a partire dai reperti cuneiformi pervenuti fino ad oggi. Grazie alle sue origini ebraiche ha potuto condurre ricerche in Medio Oriente, scoprendo che una variante di questo gioco era ancora in parte ricordato e praticato da alcune comunità giudee dell'India.
Grazie alle ricerche di Finkel, il gioco di Ur, più propriamente detto 'Gioco delle 20 case' oppure 'Branco di Cani', ha potuto essere riprodotto su vasta scala e commercializzato con un regolamento "moderno".
Impiegato al British Museum dal 1979, attualmente è curatore dei reperti di origine mesopotamica, oggi stimati in 130 000 esemplari. Ha inoltre scritto vari romanzi per ragazzi, ed è uno dei fondatori e curatori di The Great Diary Project, una raccolta di migliaia di diari scritti tra il XIX secolo e i giorni nostri e conservati a profitto delle generazioni future.

## Board Game Studies Colloquium
Irving Finkel, insieme ad Alex De Voogt e altri specialisti, ha fondato il Board Game Studies Colloquium, rinnovando l'interesse del mondo accademico per i giochi da tavolo antichi, e le tradizioni ludiche ad essi collegate. Il gruppo si è riunito in modo informale presso il British Museum dal 1990 al 1995, dopodiché i suoi componenti hanno scelto di trovarsi ogni anno in una sede differente. Questa iniziativa ha aperto nuove prospettive scientifiche e permesso di rivalutare i giochi da tavolo in quanto manifestazioni dell'ingegno umano ricche di valore storico, antropologico ed etnografico.

## Pubblicazioni
- Irving L. Finkel e J.E. Reade, On some inscribed Babylonian alabastra, in Journal of the Royal Asiatic Society, vol. 12, n. 1, 2002,  pp. 31-46.
- Irving L. Finkel, Pachisi in Arab Garb, in Board Games Studies, vol. 5, 2003,  pp. 65-78.
- Irving L. Finkel, Documents of the Physician and Magician, in I. Spar e W.G. Lambert (a cura di), Cuneiform Inscriptions in the Metropolitan Museum, New York, 2005,  pp. 155-76.
- Irving L. Finkel, Explanatory Commentary on a List of Materia Medica, in I. Spar e W.G. Lambert (a cura di), Cuneiform Inscriptions in the Metropolitan Museum., New York, 2005,  pp. 279-83.
- Irving L. Finkel, Report on the Sidon Cuneiform tablet, in Archaeology & History in Lebanon, vol. 24, 2006,  pp. 114-20.
- Irving L. Finkel e M.J. Geller (a cura di), The Wellcome Conference on Babylonian Medicine, Styx, 2007.
- Irving L. Finkel (a cura di), Ancient Board Games in Perspective: Papers from the 1990 British Museum colloquium with additional contributions, London, British Museum, 2008.
- Irving L. Finkel, The Ark Before Noah: Decoding the Story of the Flood, Hodder & Stoughton, 2014, ISBN 978-1444757057.
- Irving L. Finkel, The First Ghosts: Most Ancient of Legacies, Hodder & Stoughton, 2021.